# Wickrange
Wickrange (Luxemburgs: Wickreng, Duits: Wickringen) is een plaats in de gemeente Reckange-sur-Mess en het kanton Esch-sur-Alzette in Luxemburg.
Wickrange telt 107 inwoners (2001).